# Refugiehuis van de abdij van Herkenrode
In de Maastrichterstraat nr 100 in de Belgisch-Limburgse provinciehoofdstad
Hasselt, staat het voormalige Refugiehuis van de Abdij van Herkenrode (daterend van 1542-1544). Het is het oudste burgerlijke gebouw van de stad. Tussen 1888 en 1956 was het onderdeel van de Herkenrodekazerne.

## Geschiedenis

### Vanaf de stichting tot aan de Franse Revolutie

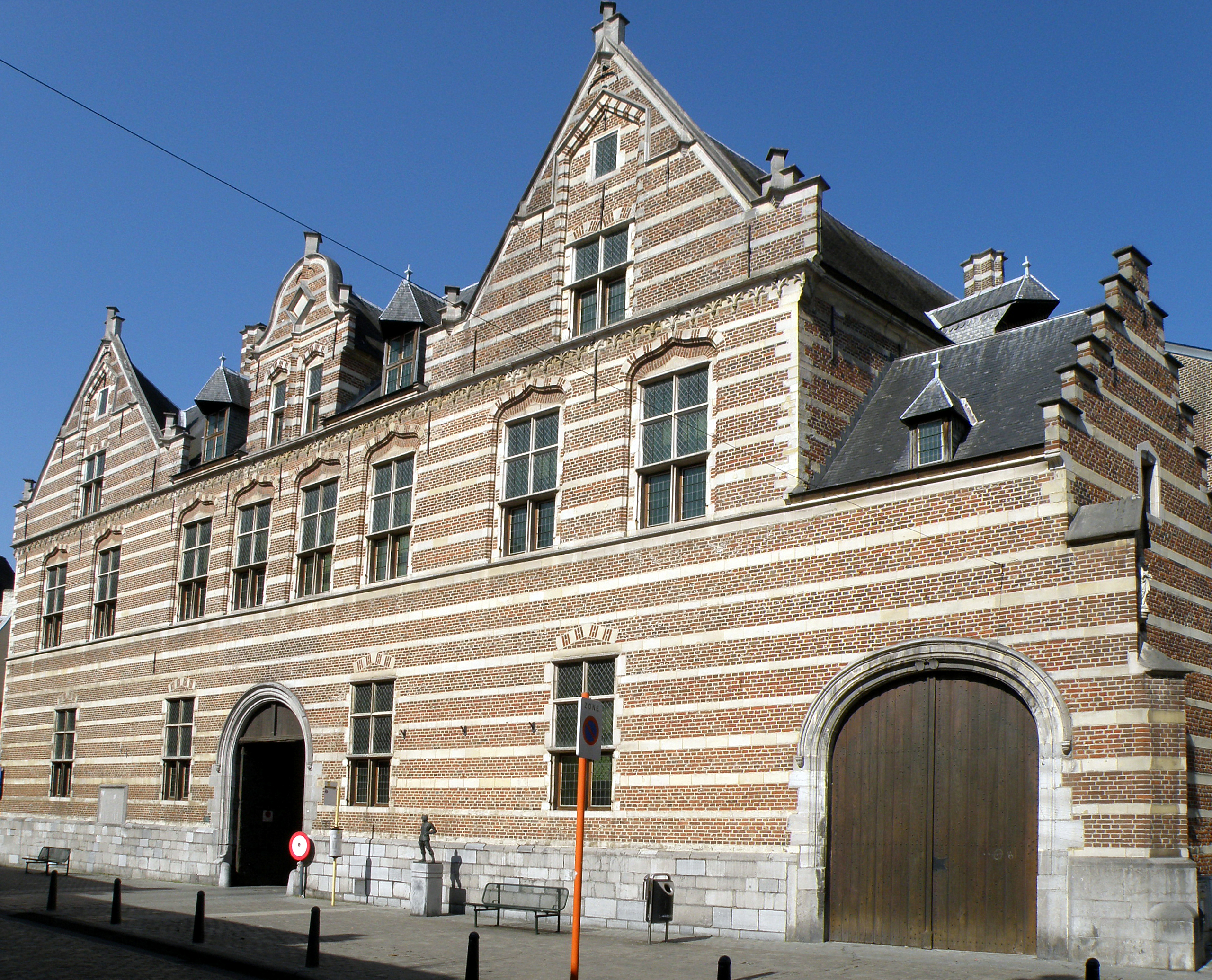
Refugiehuis van de Abdij van Herkenrode in Hasselt gezien vanaf de Maastrichterstraat (2013)

Omstreeks 1500 had Gertrudis de Lechy, abdis van Herkenrode van 1491 tot 1519, de monumentale vakwerkbouw 'Den Heyligen Geest' met tuin in de Maastrichterstraat in Hasselt gekocht van Johan van Luymertingen, schepen van het Hof van Vliermaal, om een toevlucht te hebben binnen de stadsmuren.
In 1542 neemt bouwabdis Mechtildis de Lechy, abdis van 1519 tot 1548, het besluit dit huis om te vormen tot een deftig refugiehuis om in geval van oorlog het hele convent erin onder te brengen. De contracten voor de bouw zijn alle bewaard in het register van het archief van Averbode. Lauwereys Ballen, steenmetselaar te Hasselt bouwde het refugiehuis in laatmiddeleeuwse stijl van 1542 tot 1544; hij was het ook die enkele jaren later de eerste infirmerie in de abdij bouwde en een nieuwe brouwerij.
Een oude kroniek (1672-1675) vertelt hoe de zusters van Herkenrode gedurende de oorlogen van Lodewijk XIV van Frankrijk naar het refugiehuis gevlucht zijn. De zusters leefden er als koordames; iedere dag woonden zij de mis bij en zongen zij samen het officie. De mondvoorraad werd iedere dag van de abdij naar het refugiehuis gebracht.
In de 18e eeuw werden de oorlogen zeldzamer. Het refugiehuis wordt dan aan particulieren verhuurd; het gebouw is dan in afzonderlijke woongelegenheden ingedeeld om de verhuring mogelijk te maken. Een lokaal blijft altijd voorbehouden voor de secretaris of rentmeester van de abdij die er de pachten van landerijen uit de omgeving int; een ander vertrek dient als logeerkamer voor de dames die in Hasselt op doortocht zijn. De huurder van het dameskwartier moet de maaltijden bereiden voor de dames, zusters en knechten van Herkenrode die in Hasselt logeren. De onkosten worden hem door de abdij terugbetaald.
De Abdij van Herkenrode beschikte ook over een refugiehuis in Sint-Truiden en in Maastricht.

### Na de Franse Revolutie

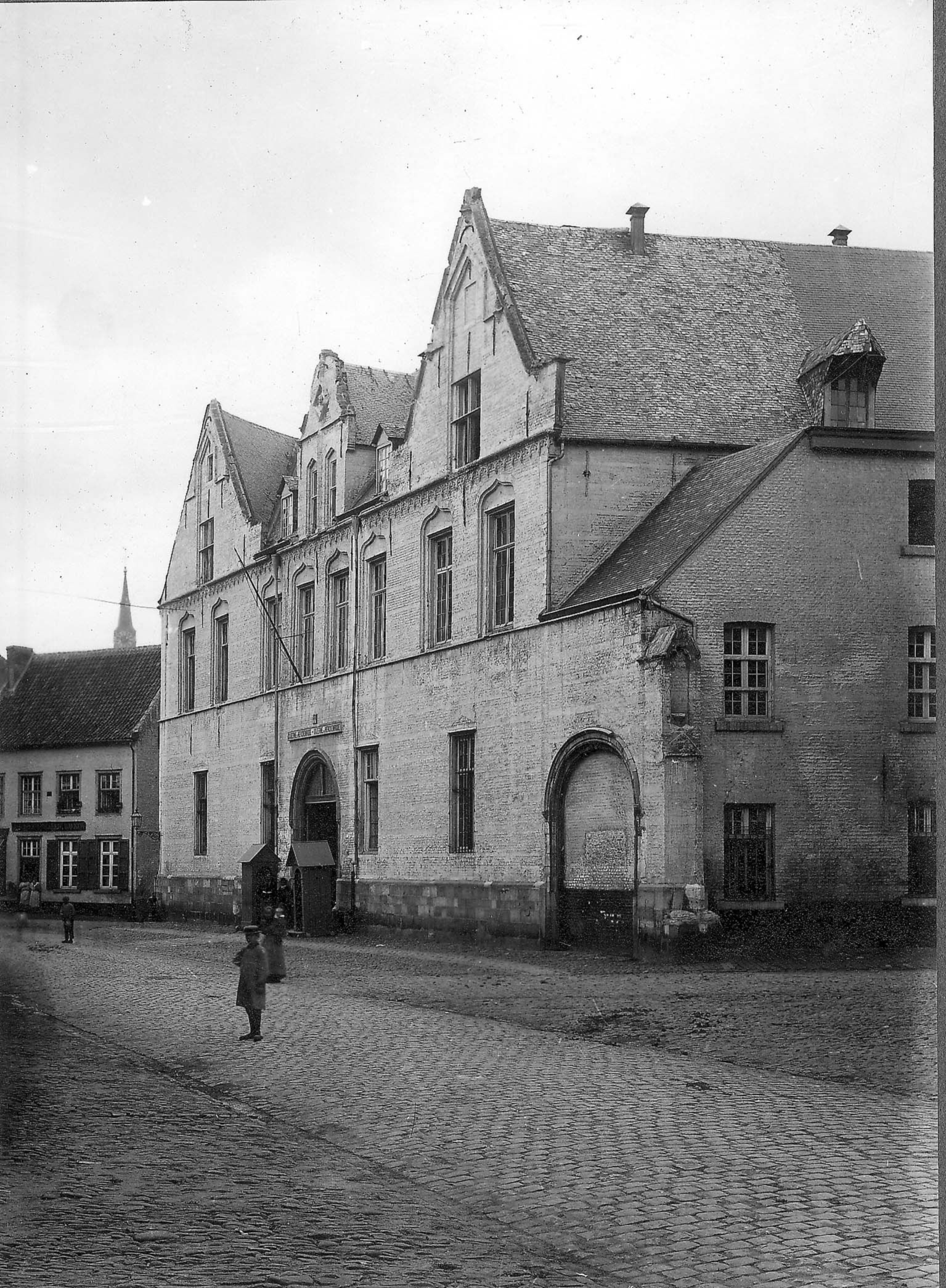
Het refugiehuis in 1895.

Na 1797 werd het refugiehuis als 'zwart goed' aangekocht door P. de Libotton, kasteelheer van Stevoort die ook een deel van de abdij van Herkenrode kocht. In 1832 kocht de stad Hasselt het gebouw en in 1833 werd het na te zijn vergroot met een reeks gebouwen ingericht als kazerne. De kazerne herbergde toen 800 infanteriesoldaten. In 1847 werd de Belgische staat eigenaar van het gebouw. Vanaf 1888 tot in 1956 was het een kazerne van het 11e Linieregiment. Daarna was er enkele jaren in een gedeelte van het refugiehuis een plaatselijk postkantoor gevestigd. In de toegevoegde en verlaten kazernegebouwen kwamen er een hogeschool voor ingenieurs, Rijksmijnbouwschool genoemd, en allerlei staatsdiensten.
Aan de restauratie van 1988-1993 ging een grondige historische en archeologische studie vooraf. In 1993 werd het historische gebouw officieel in gebruik genomen door de twee Hasseltse vredegerechten. Die verlieten het gebouw toen zij in 2012 hun intrek namen in het nieuwe gerechtsgebouw in Hasselt.
In 2007 werd in een zijvleugel van het refugiehuis onder de eeuwenoude gewelven een wijn- en champagnebar met de toepasselijke naam 'Le Refuge' geopend. In 2014 werd die heringericht tot restaurant en veranderde de naam in restaurant 'Abdis'.

### Laatste ontwikkelingen
Op maandag 2 februari 2015 ondertekenden de Stad Hasselt en de UHasselt een samenwerkingsovereenkomst. Zowel het historische gebouw als een deel van de later toegevoegde kazernegebouwen komen in handen van de universiteit, die er o.a. haar protocollaire ontvangstruimten, een deel van de faculteit Bedrijfseconomische Wetenschappen en het Instituut voor Mobiliteitswetenschappen (IMOB) wil onderbrengen.
In de zomer van 2017 vormde het Refugiehuis het decor voor een tijdelijke tentoonstelling Celibataire Divas naar aanleiding van de Zevenjaarlijkse Virga Jessefeesten.

## Beschrijving van het gebouw

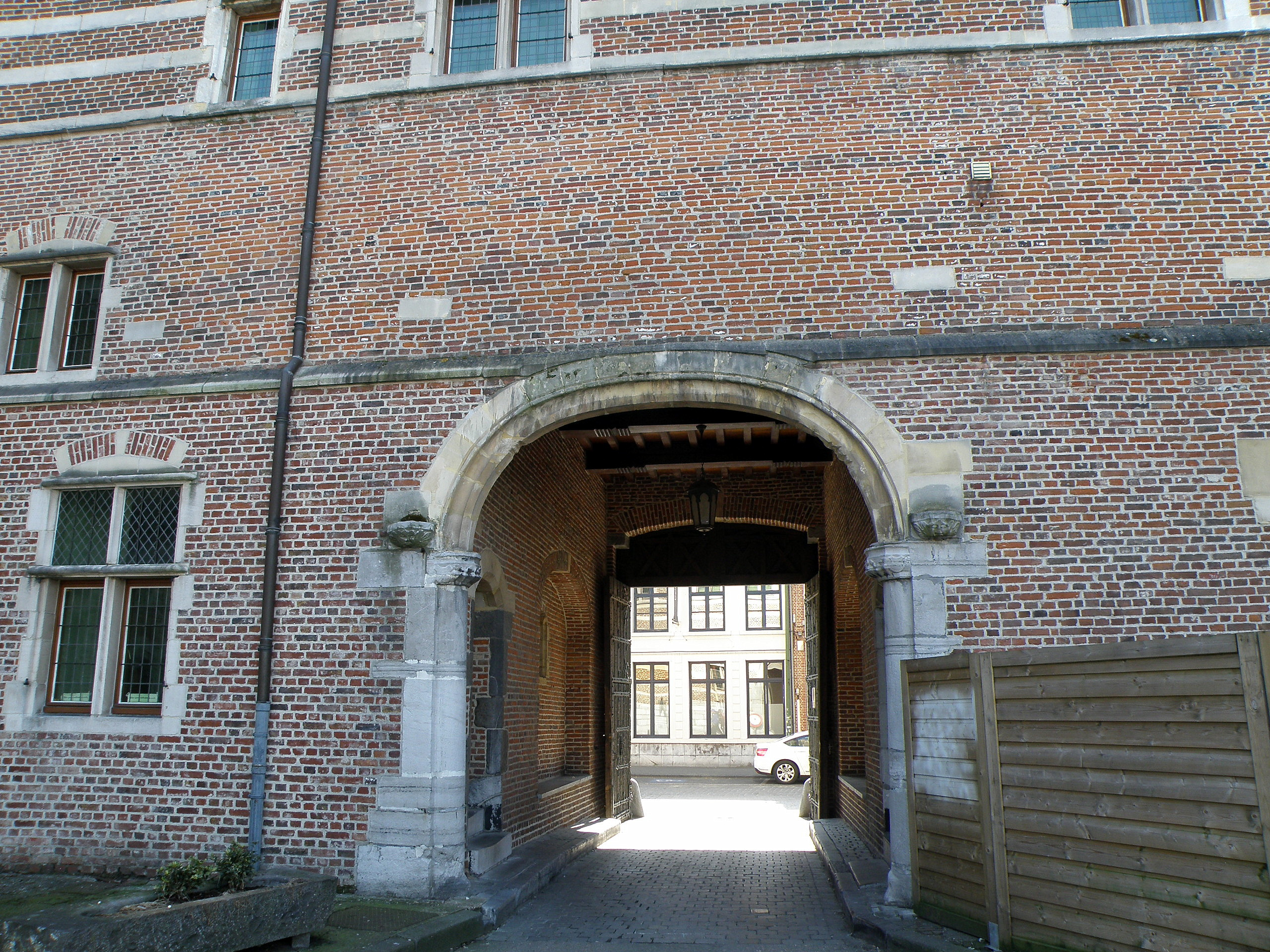
Achtergevel met rondboogpoort.

Het refugiehuis is gebouwd in baksteen; de buitenmuren zijn versierd met rijen witte natuursteen uit Zichen. Voor de kroonlijst werd ook steen uit Gobertange gebruikt. De met accolades afgewerkte zesledige kruiskozijnen liggen eveneens vervat in natuursteen van Gobertange.
Aan de binnenkant werd een renaissancegalerij met 14 kolommen aangebracht; deze is er niet meer. Het grote gebouw bevatte naast de woonvertrekken nog een kapel, een paardenstal, koetshuizen en een schuur.
Twee massieve rondboogpoorten, waarvan de rechter toegang gaf tot de schuur zijn asymmetrisch ingebouwd in de frontgevel. De schuur die op het noorden georiënteerd was werd in de negentiende eeuw afgebroken.
'Op zijn Brabants' moet ooit een staande uitdrukking in de wereld van de bouwheren geweest zijn. Dat kunnen we onder meer afleiden uit het contract dat de Abdij van Herkenrode in 1542 afsloot voor de bouw van haar refugiehuis in Hasselt. Daarin liet ze stipuleren dat het “op de manier van Brabant” moest gebouwd worden. Typisch Brabants is onder meer de zeer decoratieve combinatie van baksteen met natuursteen.